# Ordre de bataille lors de la bataille des Pyramides
Pour un article plus général, voir Bataille des Pyramides.

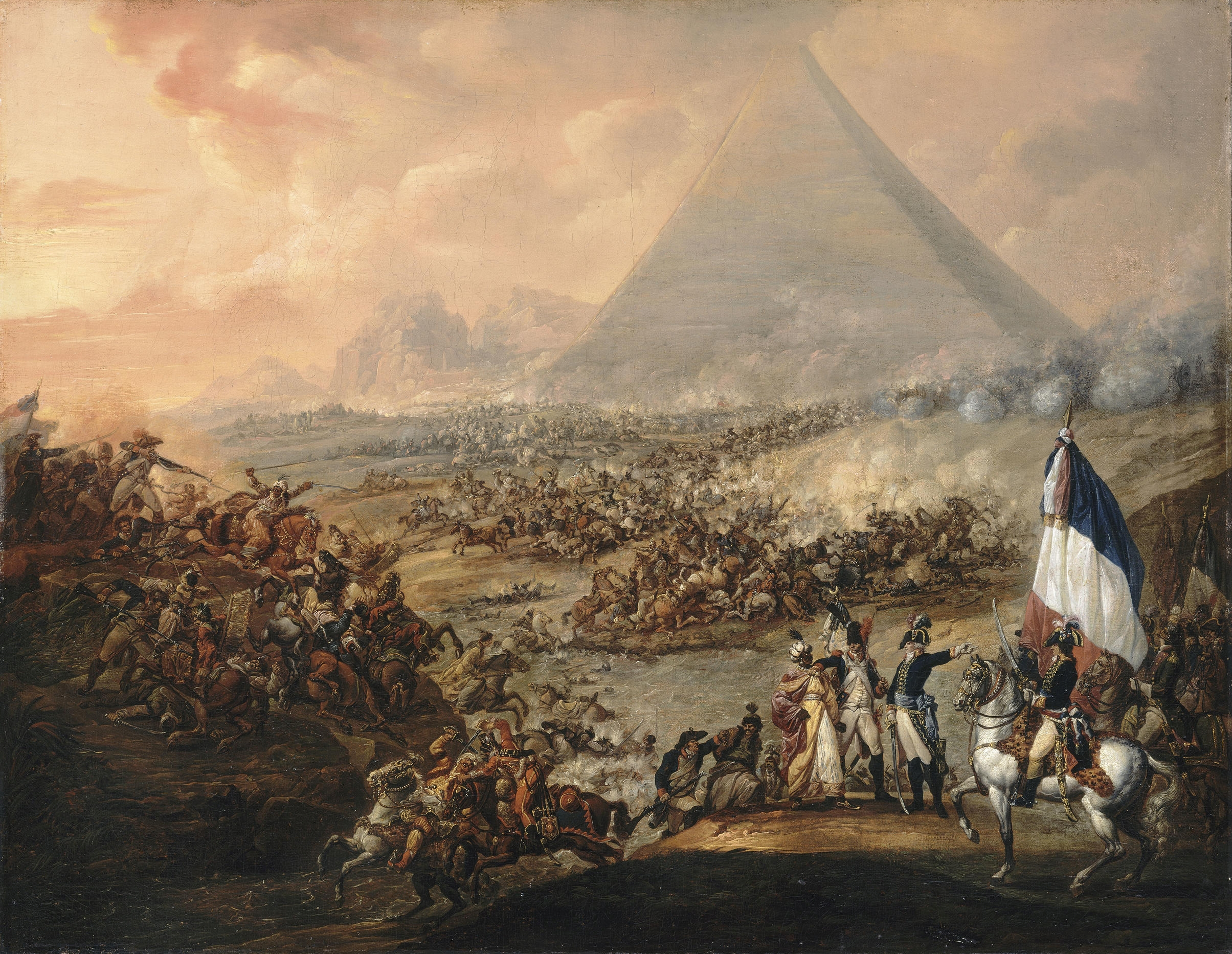
La bataille des Pyramides par François Watteau, 1798-1799.

Ce qui suit est l'ordre de bataille des forces militaires en présence lors de la bataille des Pyramides, qui eut lieu le 3 thermidor an VI (21 juillet 1798).

## Forces françaises

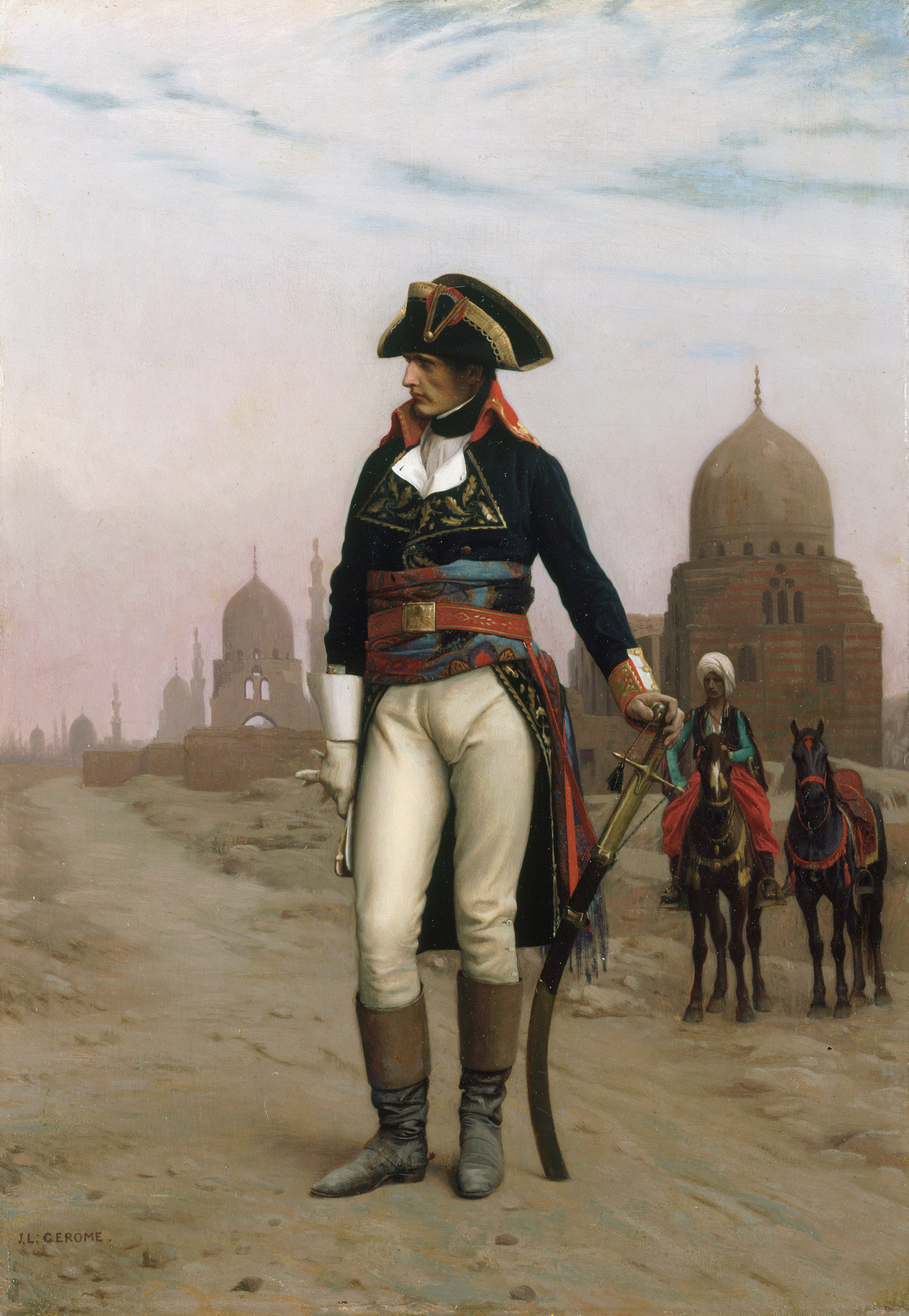
Le Général Bonaparte au Caire, peint par Jean-Léon Gérôme vers 1863.

### Commandement général
- Général en chef : Napoléon Bonaparte commandant 21 000 hommes
- Chef d’état-major : Général Louis-Alexandre Berthier
- Sous-chef d’état-major : Pierre Joseph Bérardier Grézieu
- Commandant la cavalerie : Thomas Alexandre Dumas
- Commandant l’artillerie : Elzéar-Auguste Cousin de Dommartin
- Commandant le génie : Louis Marie Maximilien de Caffarelli du Falga
- Directeur des équipages et des ponts : Antoine François Andréossy

### 1reDivision
La 1re division est commandée par le Général Charles François Joseph Dugua en remplacement du général Jean-Baptiste Kléber)
La 1re division forme un carré au centre du dispositif Français.
- Chef d’état-major : Général Laugier
- 1re Brigade – Général Jean Antoine Verdier
  - 2e demi-brigade légère (3 bataillons) – chef de brigade Paul Desnoyers
- 2e Brigade – Général Jean Lannes
  - 25e demi-brigade (3 bataillons) – Général Simon Lefebvre
  - 75e demi-brigade (3 bataillons) – chef de brigade Antoine Maugras
- Brigade de cavalerie Joachim Murat
  - 14e régiment de dragons (3 escadrons) – chef de brigade Léopold Duvivier
  - 15e régiment de dragons (2 escadrons) – Général Barthélemi

### 2eDivision
La 2e Division, dite de réserve est commandée par le Général Louis André Bon 
 La 2e division forme la gauche du dispositif Français et est appuyé sur le Nil, proche du village d’Embabeh.
- Chef d’état-major : Général François Valentin
- 1re Brigade – Général Auguste Frédéric Louis Viesse Marmont
  - 4e demi-brigade légère (2 bataillons) – Général Jacques Zacharie Destaing
- 2e Brigade – Général Antoine-Guillaume Rampon
  - 18e demi-brigade (3 bataillons) – Général Jean Urbain Fugière
  - 32e demi-brigade (3 bataillons) – Général Dupuis

### 3eDivision
La 3e Division est commandée par le Général Jean Louis Ebénézer Reynier
 La 3e division forme un carré au centre du dispositif Français et est appuyé sur le Nil.
- Chef d’état-major : Général Julien Joseph François Bénigne Julhien
- Brigade – (ex général Louis André Bon)
  - 9e demi-brigade (3 bataillons) – Général Édouard François Simon ou Henri Simon
  - 85e demi-brigade (3 bataillons) – Général Jean-Louis Davroux
- Brigade de cavalerie
- 18e régiment de dragons (4 escadrons) – Général Joseph Thomas Ledée

### 4eDivision
La 4e Division, l’avant-garde, est commandée par le Général Louis Charles Antoine Desaix
 La 4e division forme l’aile droite du dispositif Français vers le village de Gizeh.
- Chef d’état-major : Général François-Xavier Donzelot
- 1re Brigade – Général Augustin Daniel Belliard
  - 21e demi-brigade légère (3 bataillons) – chef de brigade Antoine Joseph Robin
- 2e Brigade – Général Louis Friant
  - 61e demi-brigade (3 bataillons) – chef de brigade Conroux
  - 88e demi-brigade (3 bataillons) – chef de brigade Pierre Louis François Silly
- Brigade de cavalerie – Général Louis Nicolas Davout (il remplace le général François Mireur, porté disparu)
  - 22e régiment de chasseurs à cheval (3 escadrons)
  - 20e régiment de dragons (3 escadrons)

### 5eDivision
5e Division est commandée par le général Honoré Vial en remplacement du général Jacques de Menou de Boussay 
 La 5e division forme un carré au centre du dispositif Français.
- Chef d’état-major : Général François Rambeaud
- 1re Brigade – Général Antoine Joseph Veaux
  - 22e demi-brigade légère – Général François Chavardès[1]
- 2e Brigade – 
  - 13e demi-brigade – chef de brigade François-Joseph Augustin Delegorgue

### Artillerie
L’artillerie est composée de :
- 42 bouches à feu, à pied et à cheval
- 6 forges
- 6 affûts de rechange
- 50 caissons attelés par 500 chevaux ou mulets

### Autres troupes
À ces troupes s’ajoutent :
- Les guides à cheval
- Les guides à pied
- 1 bataillon d’artillerie à pied
- 1 bataillon de sapeurs
- 1 bataillon de mineurs-ouvriers
- Des éléments de la Légion nautique
- Des éléments de la Légion Grecque
- 1 réserve de 2 600 hommes sous les ordres du Général Joachim Murat
- 2 brigades de cavalerie à pied de chacune 1 500 hommes sous les ordres des généraux de brigade Joseph de Zajaczek et Antoine François Andréossy
- 15 bateaux montés par 600 marins sous les ordres du contre-amiral Jean-Baptiste Perrée.

## Forces égyptiennes

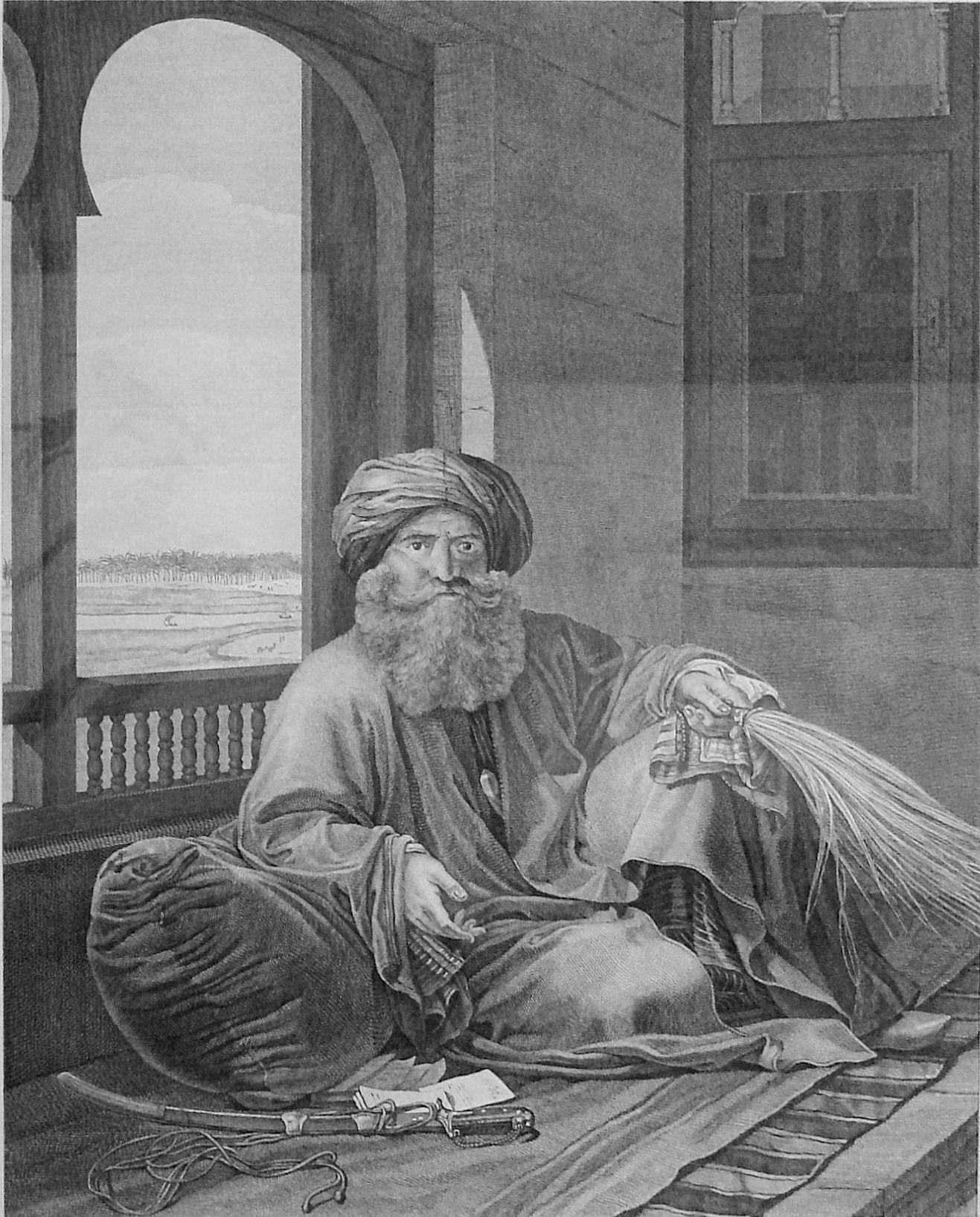
Mourad-Bey par André Dutertre dans Description de l'Égypte, 1809.

### Commandement Général
Général en chef : Mourad Bey commandant environ 50 000 hommes.

### Droite
À droite du dispositif égyptien, en avant du village d’Embabeh sur la rive gauche du Nil vis-à-vis de Boulaq
- 20 000 janissaires, arabes et milices du Caire
- 40 canons

### Centre
Au centre du dispositif égyptien
- 6 000 mamelouks
- 15 000 Fantassins de l’infanterie irrégulière

### Gauche
À gauche du dispositif égyptien, s’appuyant sur les Pyramides de Gizeh
- 10 000 Fantassin (Infanterie)

### Autres troupes
À ces troupes s’ajoutent :
- 60 bateaux